# لیندون بی. جانسون
لیندون بی. جانسون (به انگلیسی: Lyndon B. Johnson) (۲۷ اوت ۱۹۰۸ – ۲۲ ژانویه ۱۹۷۳) سیاستمدار آمریکایی بود که از سال ۱۹۶۳ تا ۱۹۶۹ به‌عنوان سی و ششمین رئیس‌جمهور آمریکا فعالیت می‌کرد. او عضو دموکرات بود.
جانسون معاون جان اف کندی رئیس‌جمهور آمریکا بود که در پی قتل او در ۲۲ نوامبر ۱۹۶۳ در شهر دالاس ایالت تگزاس به مقام ریاست جمهوری رسید و پس از پایان دورهٔ ریاست جمهوری کندی در دور بعدی انتخابات مقابل بری گلدواتر با اختلاف بالا پیروز شد. جانسون در مقام ریاست جمهوری مورد حمایت قوی حزب دمکرات بود. او مسئول طراحی جامعه بزرگ بود که قوانینی را ایجاد کرد که جنبش حقوق مدنی، سخن‌پراکنی عمومی، مدیکر، مدیکید، حفاظت محیط زیست، کمک به آموزش و «جنگ با فقر» را در بر می‌گرفت. جانسون به دلیل شخصیت سلطه‌جوی خود و «شیوهٔ جانسونی» خود، مجبور کردن سیاستمداران قدرتمند به منظور پیشبرد قوانین معروف بود.
جانسون دخالت آمریکا در جنگ ویتنام را از ۱۶٬۰۰۰ سرباز/مستشار در ۱۹۶۳ به ۵۵۰٬۰۰۰ سرباز در ۱۹۶۸ رساند و تلفات آمریکا افزایش یافت و روند صلح متوقف شد. این مداخلات منجر به شکل‌گیری یک جنبش بزرگ ضد جنگ در دانشگاه‌ها و خارج از کشور شد. پس از ۱۹۶۵ در بیشتر شهرهای بزرگ شورش‌های تابستانی شکل گرفت و نرخ جنایت افزایش یافت. در ۱۹۶۸ پس از عملکرد ناموفق در انتخابات مقدماتی نیوهمپشر برای انتخاب مجدد تلاشی نکرد. مورخین دورهٔ او را اوج لیبرالیسم در آمریکا پس از نیودیل می‌دانند.
او دانش‌آموخته دانشگاه ایالتی تگزاس است.

## سرگذشت سیاسی

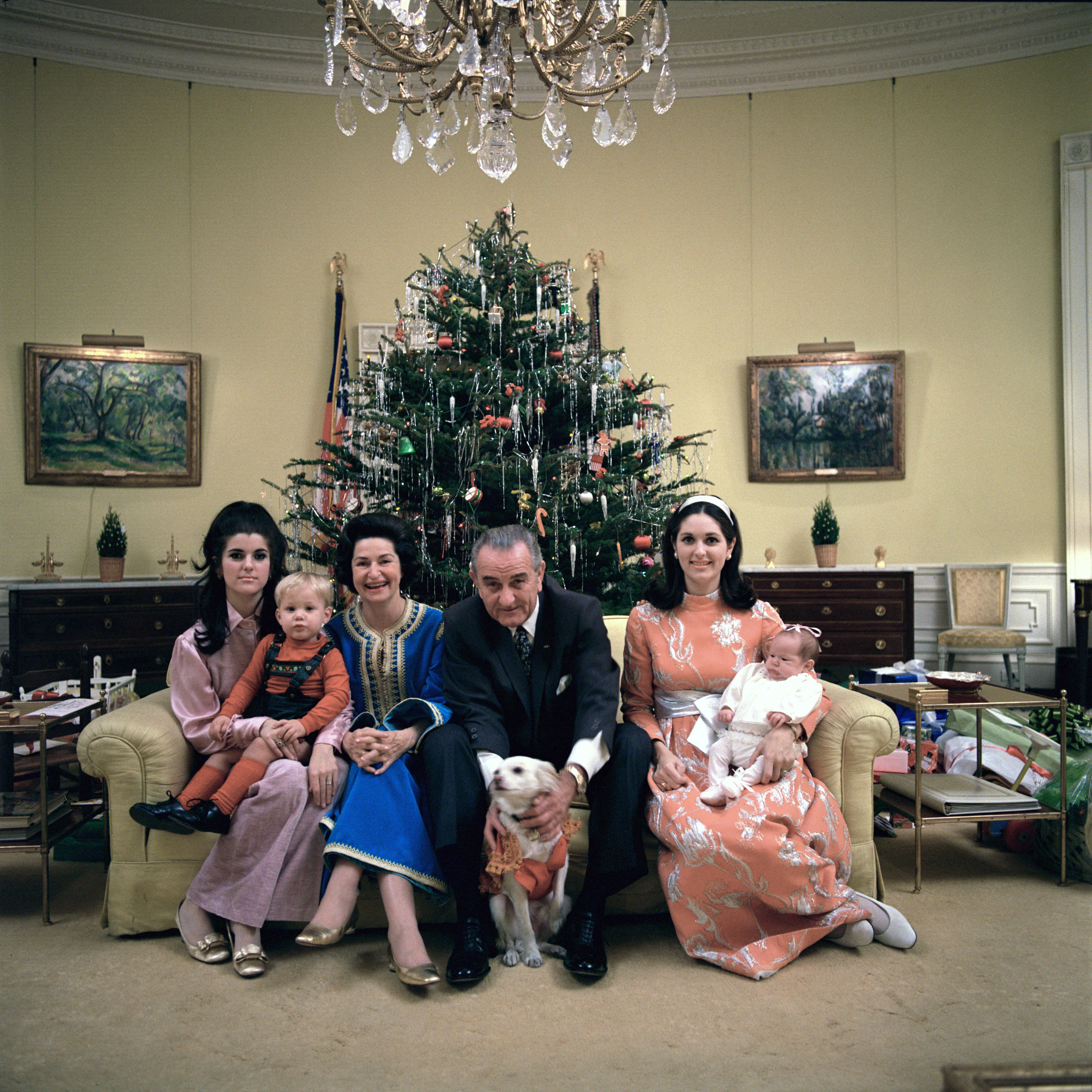
با خانواده ۱۹۶۸

جانسون پس از کسب افتخاراتی چند در زمینه دفاع از کشور آمریکا در برابر دشمنان این کشور و ارتقا در مجلس سنای آمریکا در سال ۱۹۶۰ تلاش برای دریافت عنوان نامزدی دموکرات‌ها را برای شرکت در انتخابات ریاست جمهوری همین سال، آغاز کرد. هنگامی که از جان اف کندی در این مبارزه شکست خورد، بسیاری از دوستان نزدیک خود را پس از پذیرش پست معاونت در کابینه کندی به تعجب و شگفتی واداشت.

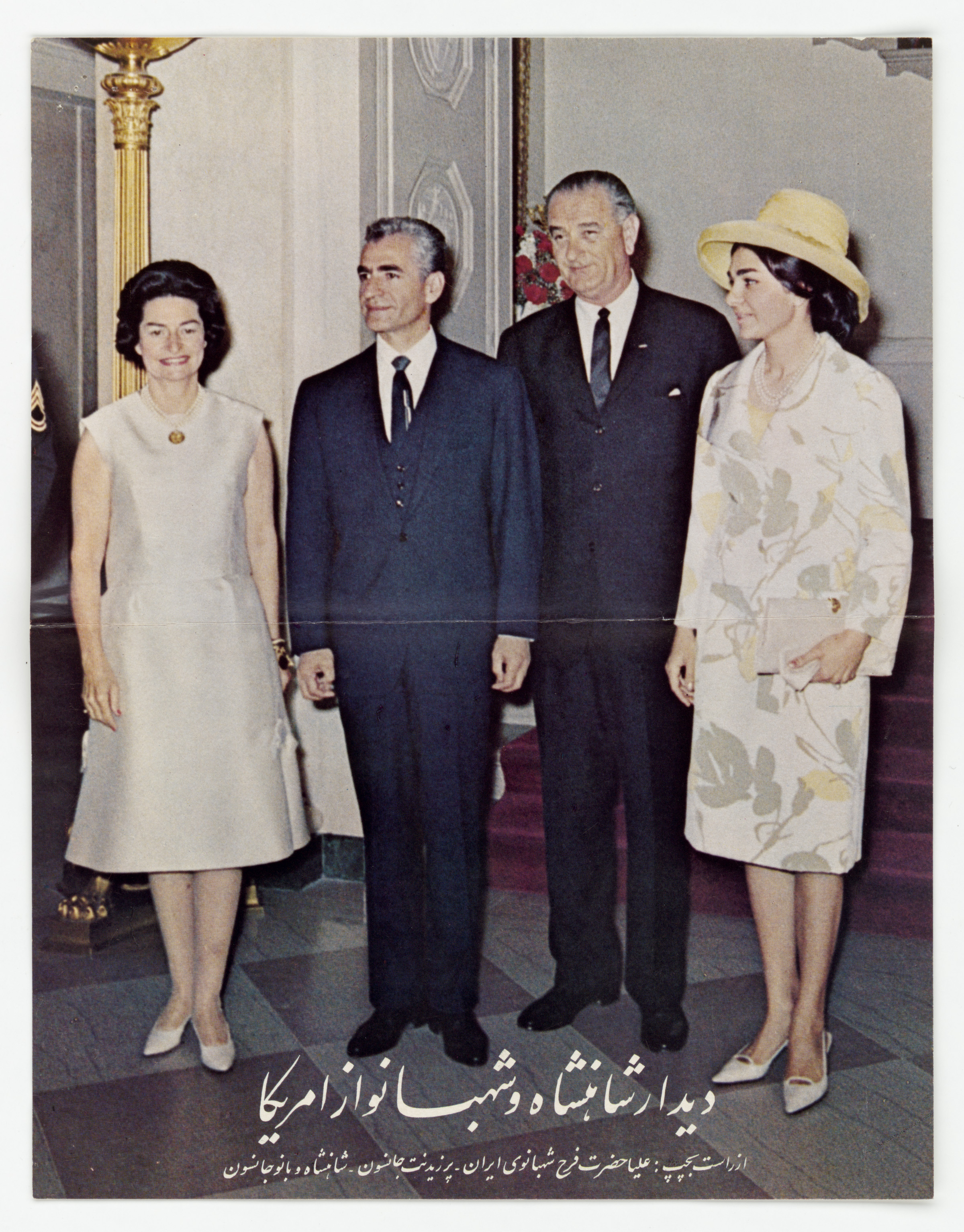
با محمدرضا پهلوی و فرح پهلوی

زمانی که کندی در دالاس مورد سوءقصد قرار گرفت، جانسون در اتومبیلی دیگر در کاروان ریاست جمهوری شاهد اصابت گلوله به وی بود. جانسون پس از مرگ کندی در هواپیمای جت مخصوص رئیس‌جمهور در فرودگاه دالاس سوگند ریاست جمهوری ادا کرد.

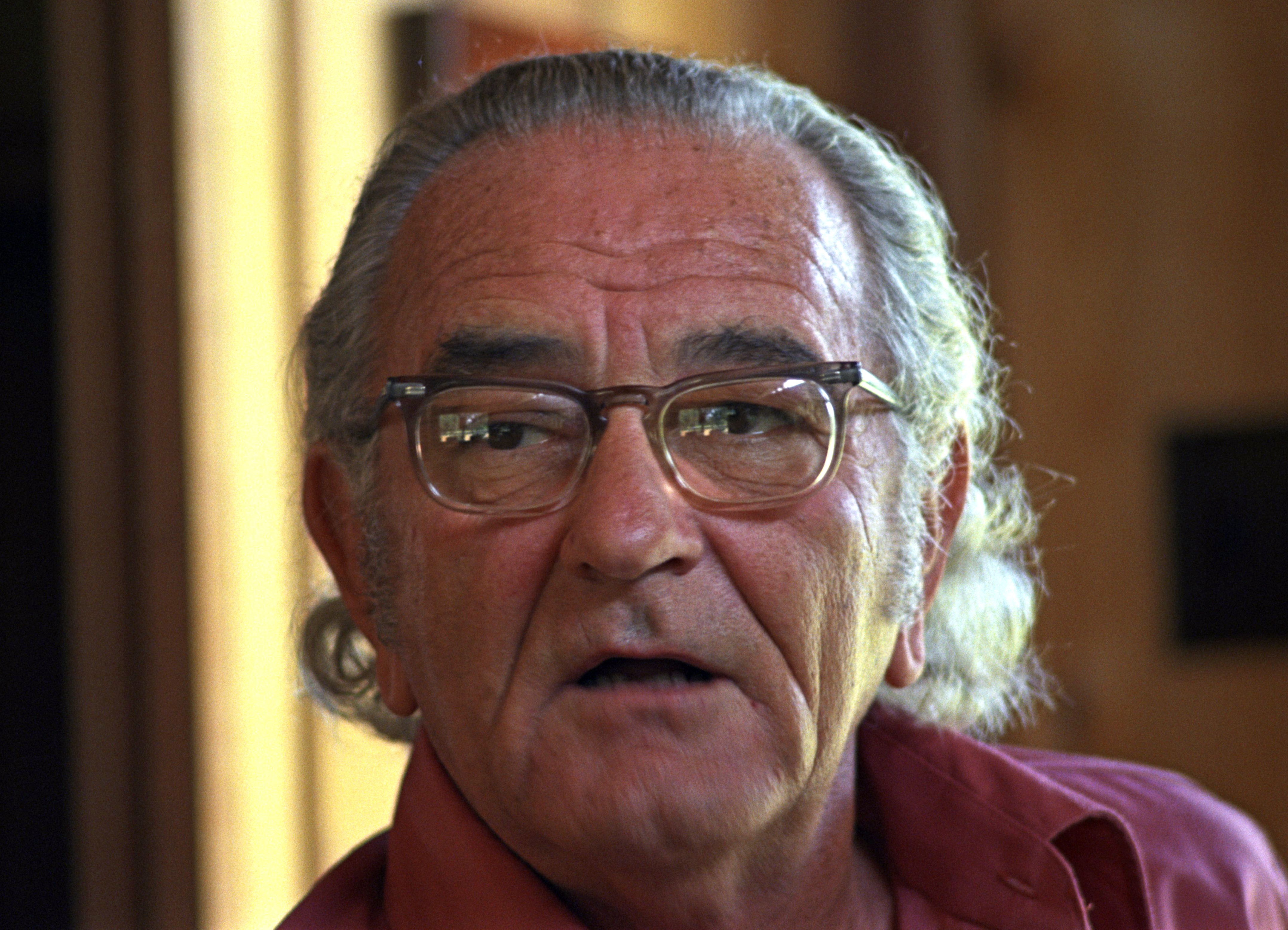
۵ ماه قبل از مرگ

در دوران زمامداری جانسون مجلس سنای آمریکا قوانین متعددی را در زمینه حقوق مدنی، آموزشی و رفاهی به تصویب رساند. سنا همچنین تلاشی را برای مبارزه با فقر که جانسون از آن با عنوان «جنگ علیه فقر» یاد کرد، در دستور کار قرار داد. لیندون جانسون در سال ۱۹۶۴ به عنوان نامزد دموکرات‌ها در انتخابات شرکت کرد و گوی سبقت را از «بری گلدواتر» رقیب اصلی‌اش ربود. تراژدی جنگ جنوب شرق آسیا و شورش‌های خیابانی در داخل از جمله وقایع مهم تاریخی دو سال پایانی دوران تصدی جانسون هستند. لیندون جانسون در ۲۲ ژانویه ۱۹۷۳ در سن ۶۴ سالگی درگذشت.

## مرگ
جانسون در ۱۲ ژانویه ۱۹۷۳ یک مصاحبه تلویزیونی یک ساعته با روزنامه‌نگار والتر کرونکایت را در مزرعه خود ضبط کرد که در آن دربارهٔ میراث خود، به ویژه در مورد جنبش حقوق مدنی، بحث کرد. او در آن زمان هنوز به شدت سیگار می‌کشید. و به کرونکایت گفت که قلب او بهتر است «سیگار بکشد تا عصبی باشد». ده روز بعد، تقریباً در ساعت ۳:۳۹ بعد از ظهر به وقت مرکزی در ۲۲ ژانویه ۱۹۷۳، جانسون در اتاق خواب خود دچار حمله قلبی شدیدی شد. وی موفق شد با مأموران سرویس مخفی موجود در مزرعه تماس بگیرد و آنها متوجه شدند هنوز گیرنده تلفن را در دست دارد، بیهوش است و نفس نمی‌کشد. جانسون در یکی از هواپیماهای خود به سان آنتونیو منتقل شد و به مرکز پزشکی ارتش بروک منتقل شد، جایی که دکتر جورج مک گراناهان متخصص قلب و عروق ارتش اعلام کرد وی در بدو ورود به بیمارستان مرده است. او ۶۴ ساله بود. اندکی پس از مرگ جانسون، دبیر مطبوعاتی او تام جانسون با شماره تلفن اتاق خبر در CBS تماس گرفت. کرونکایت در آن زمان با فاکس نیوز روی آنتن بود و گزارشی از ویتنام در حال پخش بود. این تماس به کرونکایت منتقل شد و در حالی که جانسون اطلاعاتی را که مدیر گزارش را قطع کرده بود برای انتقال به میز خبر ارسال کرد. کرونکایت که هنوز در حال تماس تلفنی بود، جانسون را در تماس نگه داشت در حالی که هر اطلاعات مربوطه را در دسترس داشت، سپس آن را برای بینندگان خود تکرار کرد. مرگ جانسون دو روز پس از دومین مراسم تحلیف ریچارد نیکسون رخ داد که پیروزی چشمگیر نیکسون در انتخابات ۱۹۷۲ را به همراه داشت.

## نگارخانه

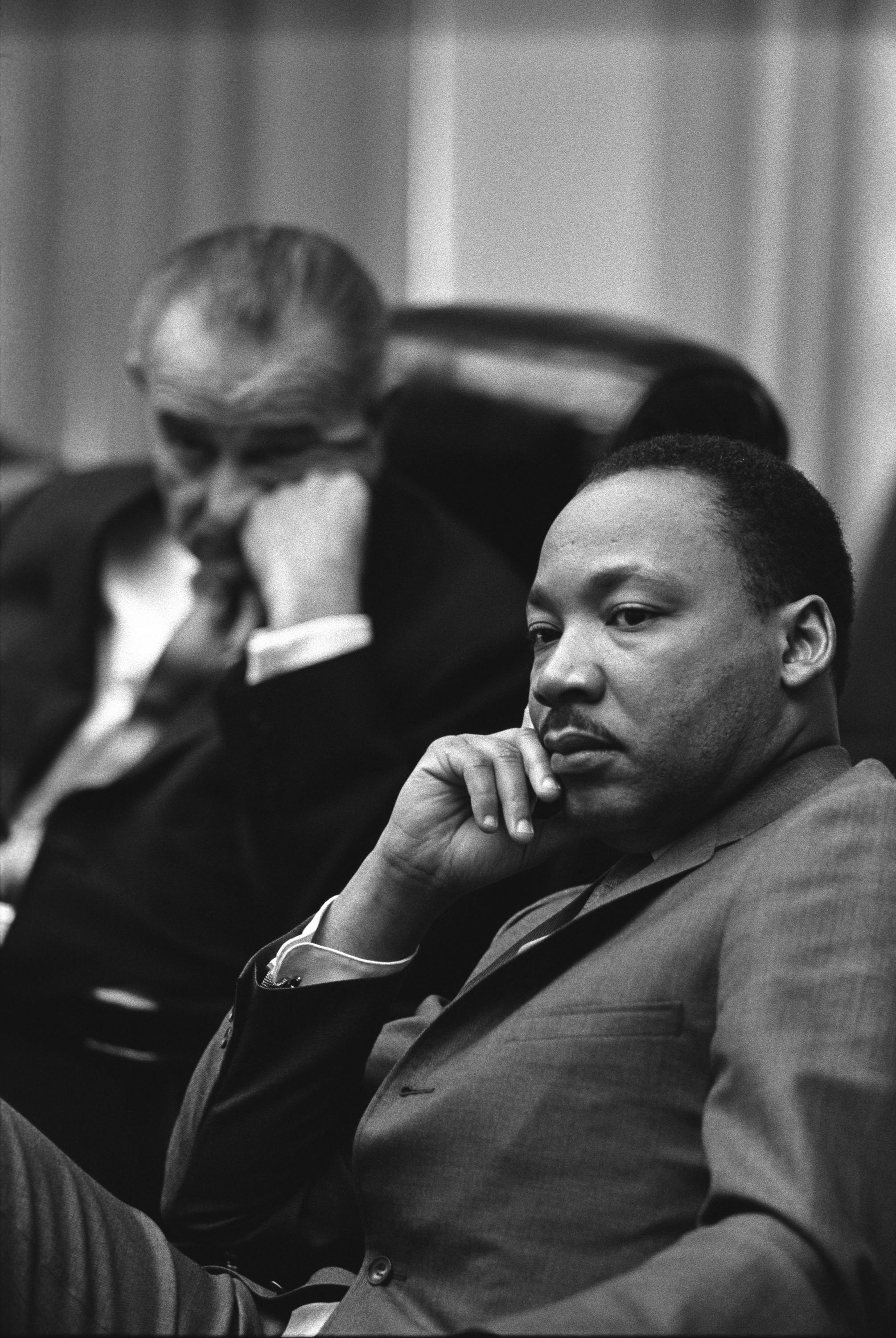
در کنار مارتین لوتر کینگ جونیور در ۱۹۶۶
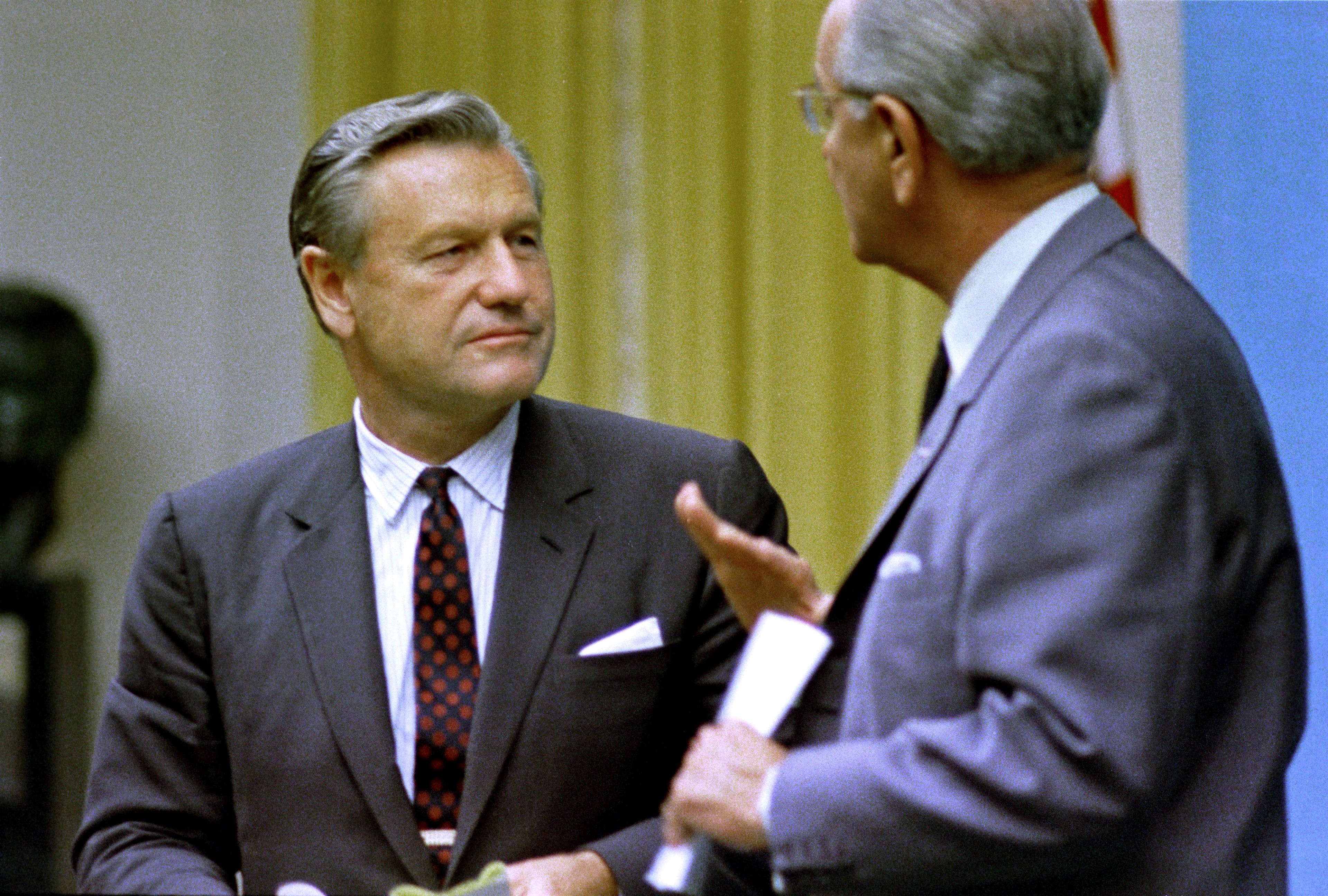
در حال صحبت با نلسون راکفلر، سرمایه دار بزرگ آمریکایی
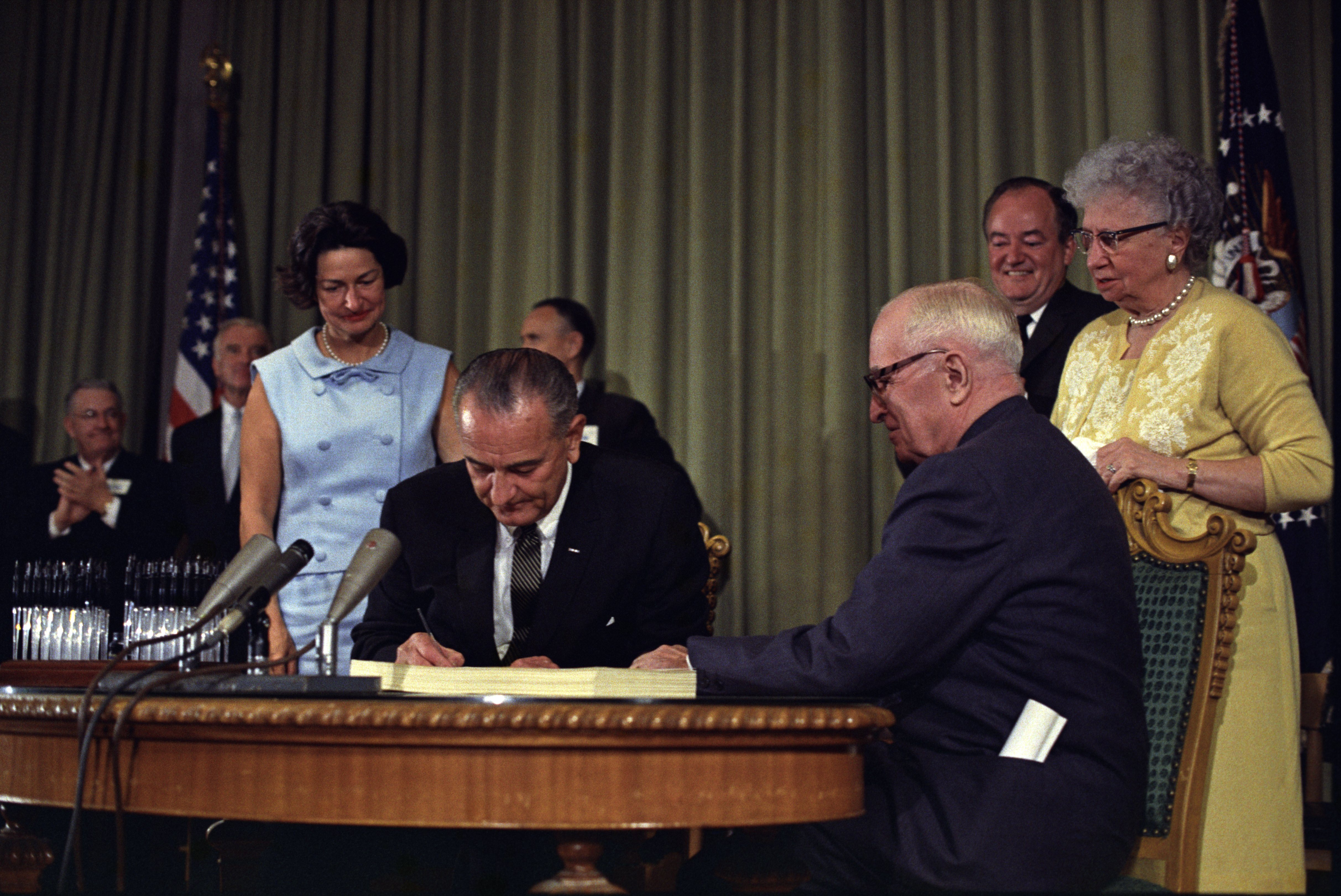
در حال امضای قانون بیمه عمومی مدیکیر (Medicare) در سال ۱۹۶۵
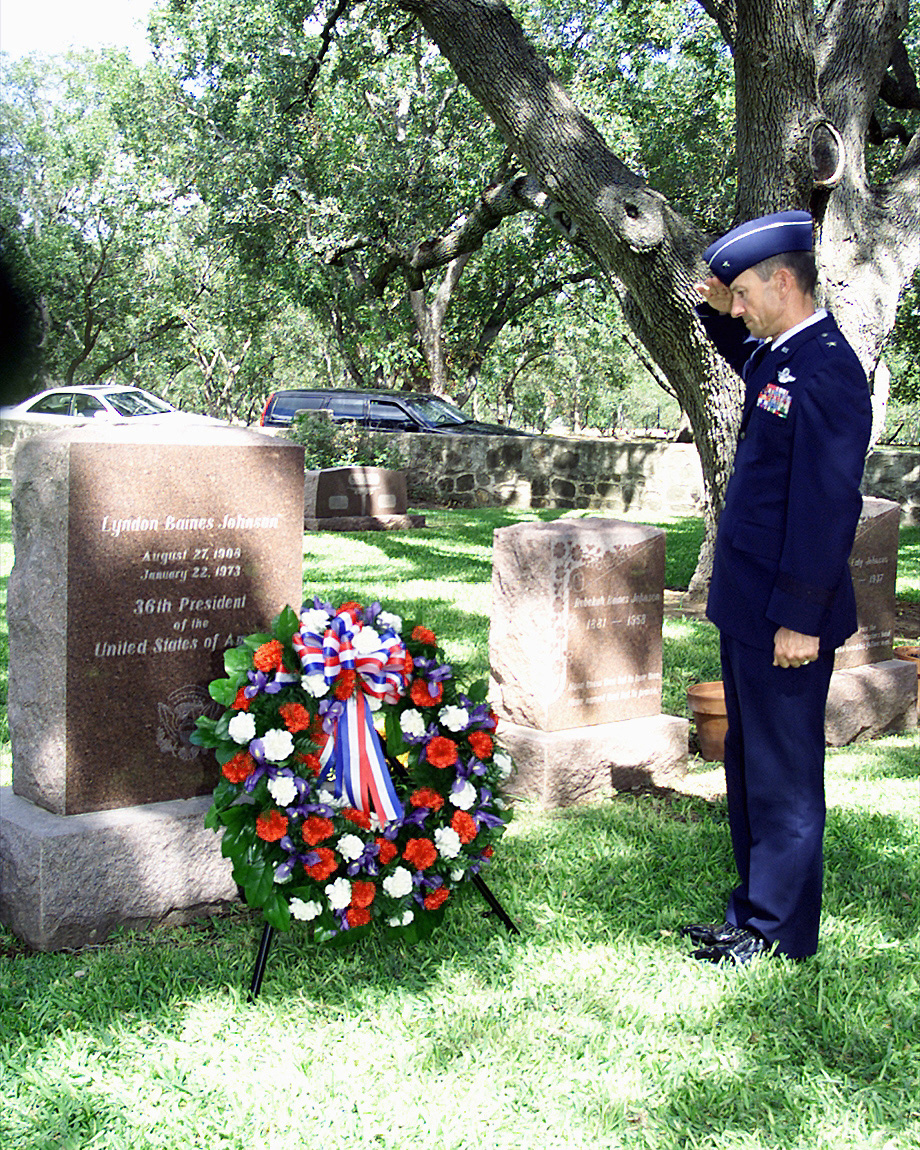
مقبره وی در تگزاس